# Бартель, Манфред
Манфред Бартель (26 декабря 1928 года, Вердау — 27 декабря 1989 года, Штраусберг) — генерал-лейтенант Национальной народной армии Германской Демократической Республики.

## Биография
Манфред Бартель родился в немецком городе Вердау, районном центре земли Саксония. Был сыном книгоиздателя. Учился в муниципальной средней школе. В 1944 году поступил на службу в Имперскую службу труда, в 1945 году призван на службу в Вермахт. После безоговорочной капитуляции Германии Бартель, как солдат, попал в советский плен, откуда вскоре вернулся. В 1947 году, после учебы в области текстильной промышленности в родном городе Вердау, поступил учиться в Лейпцигский университет, который успешно завершил в 1949 года. Вступил в ряды Социалистической единой партии Германии (СЕПГ, SED).

## Военная карьера
28 ноября 1949 года Манфред Бартель был призван в вооруженные силы ГДР. В 1950 году успешно окончил обучение в школе офицеров Народной полиции в Цвиккау (Zwickau), после его некоторое время работал преподавателем и инструктором в этой школе. С 1951 по 1952 год служил первым помощником начальника штаба в Франкенберге (Frankenberg). Затем, до 1953 года служил командиром начальника зенитной дивизии в Франкенберге.
С 1953 по 1954 год учился на спецкурсе в военной академии противовоздушной обороны в бывшем Советском Союзе. По возвращении на родину М. Бартель до 1955 года служил заместителем командира по общим вопросам в штабе зенитного командования в Потсдаме. До 1956 года был начальником штаба. С 1956 по 1958 год служил командир части Flak-Regiment 5 в городе Иккермюнде. С 1960 по 1966 год был заместителем начальника штаба зенитных ракетных войск. С 1966 по 1968 год проходил обучение в Советском Союзе — в Военной академии Генерального штаба Вооруженных Сил Российской Федерации.
После успешного окончания учебы полковник Бартель вернулся на должность заместителя начальника зенитных ракетных войск. Служил в этой должности до 1972 года. В 1972 году Манфред Бартель был назначен заместителем начальника главного управления зенитных ракетных войск, начальником штаба. 1 марта 1973 года получил звание генерал-майора, а 7 октября 1979 года получил звание генерал-лейтенанта.
С 1986 по 1987 год генерал-лейтенант Бартель служил заместителем начальника штаба Верховного командования государств-участников Варшавского договора. После этого, до своей смерти в декабре 1989 года, был заместителем министра и руководителем штаба Министерства национальной обороны (MfNV) в Штраусберге.

## Награды и звания
- Премия Фридриха Энгельса (1980)
- Орден «За заслуги перед Отечеством» (ГДР) в золоте (1988)
- Орден Шарнхорста
- Боевой орден «За заслуги перед народом и Отечеством»
- Медаль за заслуги ГДР
- Медаль за заслуги Национальной народной армии в золоте
- Медаль Братства Вооруженных Сил в Золоте

## Семья
М. Бартель был женат, имел сына и двух дочерей, жил в Штраусберге.